# Santi Mina
Santiago Mina Lorenzo ou somente Santi Mina (Vigo, 7 de dezembro de 1995) é um futebolista profissional espanhol que atua como atacante, atualmente está sem clube.
Foi condenado em 2022 a quatro anos de prisão por abuso sexual de uma mulher em junho de 2017. O caso aconteceu em junho de 2017, na cidade de Mojácar, em Almería. Mina, que atuava pelo Valencia na época, estava de férias com seu amigo e companheiro de equipe no Celta de Vigo, David Goldar, que citado na acusação e foi absolvido de qualquer crime.

## Carreira

### Valencia
Em julho de 2015, acertou sua transferência por 10 milhões de euros e assinou um contrato válido até 2021.
Celta de Vigo
Dia 14 de Julho, Santi voltou ao clube o que formou, envolvendo em uma troca entre ele, e Maxi Goméz que se juntou ao Valencia.
Assinou um contrato válido por cinco anos.

## Títulos
Valencia
- Copa do Rei: 2018–19

### Prêmios individuais
- 46º melhor jogador sub-21 de 2016 (FourFourTwo)[4]